# Погожелець (Підляське воєводство)
Погожелець (пол. Pogorzelec) — село в Польщі, у гміні Гіби Сейненського повіту Підляського воєводства.
Населення — 223 особи (2011).
У 1975-1998 роках село належало до Сувальського воєводства.

## Демографія
Демографічна структура станом на 31 березня 2011 року:
|          | Загалом | Допрацездатний вік | Працездатний вік | Постпрацездатний вік |
| -------- | ------- | ------------------ | ---------------- | -------------------- |
| Чоловіки | 107     | 16                 | 69               | 22                   |
| Жінки    | 116     | 26                 | 58               | 32                   |
| Разом    | 223     | 42                 | 127              | 54                   |